# Prowincja Bergamo
Prowincja Bergamo (wł. Provincia di Bergamo) – prowincja we Włoszech.
Nadrzędną jednostką podziału administracyjnego jest region (tu: Lombardia), a podrzędną jest gmina.
Liczba gmin w prowincji: 244.